# Bénorilate
Le bénorilate est un co-médicament libérant l'aspirine et le paracétamol. Il est utilisé comme anti-inflammatoire, antalgique et antipyrétique. Chez l'enfant fébrile, il a un effet inférieur au paracétamol et à l'aspirine pris séparément. De plus, comme il est converti en aspirine, le bénorilate n'est pas recommandé chez les enfants en raison de préoccupations concernant le syndrome de Reye.